# Salón de Columnas del Palacio Real de Madrid

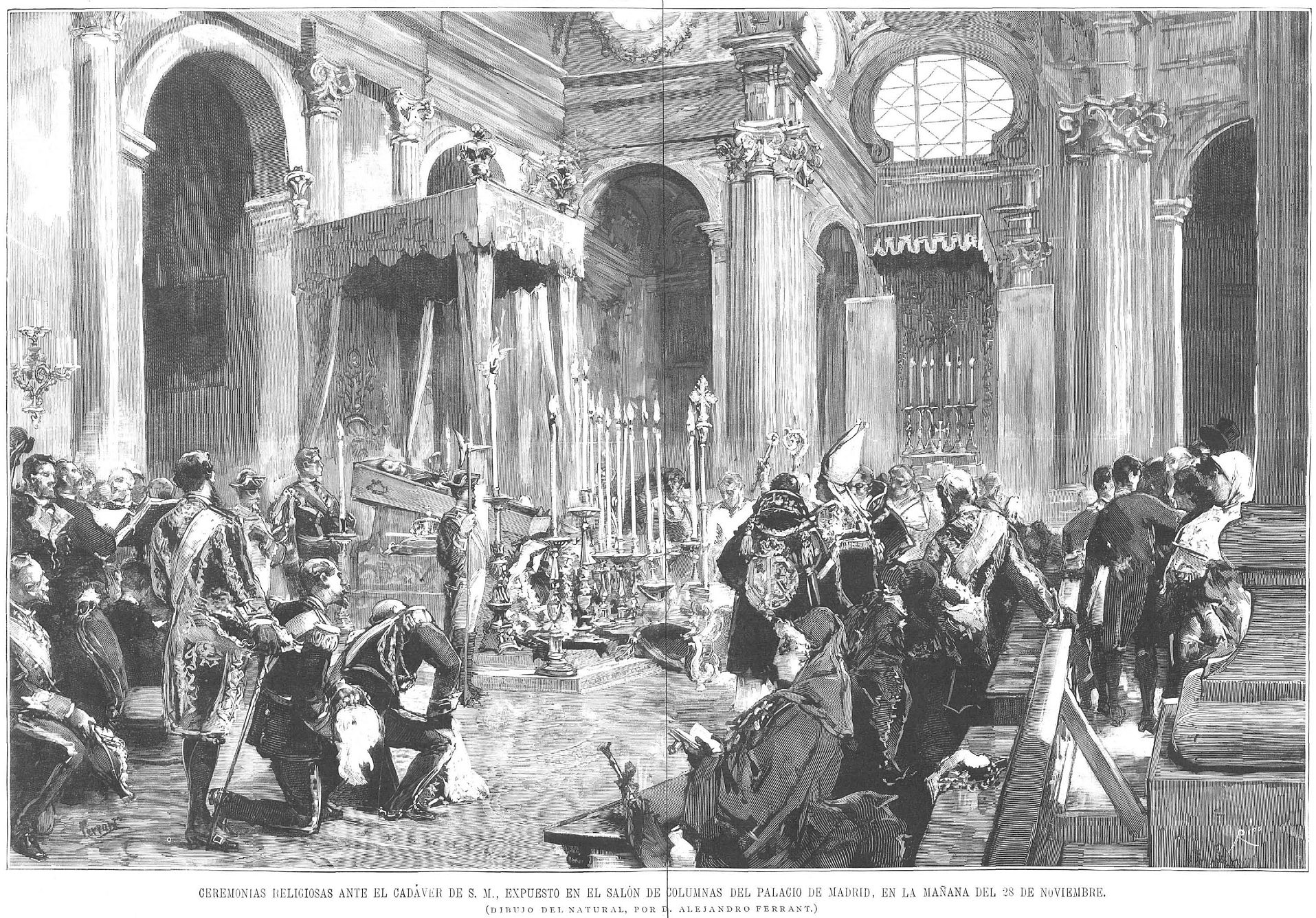
Ceremonias religiosas ante el cadáver de Alfonso XII, en el Salón de Columnas del Palacio de Madrid, en la mañana del 28 de noviembre de 1885.

El Salón de Columnas es uno de los recintos más utilizados dentro del Palacio Real de Madrid.
La arquitectura de esta sala es exacta a la de la Escalera Principal, ya que fue la caja de la doble escalera proyectada por Sachetti. Se utilizó para la celebración de bailes y banquetes hasta el año 1879, cuando, al fallecer la reina María de las Mercedes, primera esposa y prima hermana de Alfonso XII, se situó en dicho salón su velatorio y se decidió construir un nuevo salón de baile, que también se utilizaría como Comedor de Gala, función que conserva actualmente.
Por otra parte en este salón se celebraba durante el Jueves Santo la ceremonia del lavatorio y comida de Pobres, durante el cual el rey y la reina, ante grandes de España, ministros, cuerpo diplomático y jerarquía eclesiástica, daban de comer y lavaban los pies a veinticinco pobres. En este salón suelen celebrarse conciertos con los Stradivarius Palatinos.
El salón de columnas fue utilizado como capilla ardiente del General Francisco Franco en noviembre de 1975. También en este salón se celebró el 12 de junio de 1985 la firma del Acta de Adhesión de España a las Comunidades Europeas, en 1991 la Conferencia de Paz de Madrid, en 1997 la Cumbre de la OTAN y en 2014 la sanción por parte de Don Juan Carlos I de la Ley Orgánica de la  abdicación de la Corona en su hijo  Felipe VI. Hoy en día el Salón de Columnas es utilizado para recepciones con numerosos asistentes, como el vino de honor posterior a la pascua militar y al discurso al cuerpo diplomático, además del encuentro de embajadores de España y la entrega de los Premios Nacionales del Deporte.
En este Salón se instala el Árbol de Navidad del Palacio Real.

### Individuales
1. ↑  Junquera, Natalia (18 de junio de 2014). «El Rey sanciona la ley orgánica de su abdicación en Felipe VI». El País. Consultado el 18 de junio de 2014.